# Мужской род
Мужской род (лат. masculinum) — граммема грамматической категории рода, означающая класс слов, куда входят обозначения мужчин, часто также — сверхъестественных существ мужского пола, самцов животных и т. п. Как и вообще с согласовательными классами, семантическая мотивация мужского рода в языке может быть с течением времени стёрта, и туда могут попадать неодушевлённые или абстрактные лексемы, не имеющие ничего общего с мужским полом: так, в русском языке договор, стул, воздух, во французском языке le mot 'слово', le mur 'стена', le problème 'проблема', в немецком der Mond 'луна' и т. п.
В индоевропейских языках мужской род восходит к древней категории активности. В романских языках, где средний род почти утрачен, мужской род вобрал в себя слова, которые в латыни прежде были среднего рода. В то же время даже в близкородственных языках в пределах одной языковой группы распределение слов по родам может различаться, например: в испанском языке слово дерево мужского рода — el/un árbol, а в португальском языке — женского рода — a/uma árvore. В польском языке в пределах мужского рода различается лично-мужской, безлично-мужской и мужской неодушевлённый, в то время как женский и средний род так не делятся.
Часто мужской род выступает как немаркированный элемент категории рода, выбираемый по умолчанию. Так, в русском языке местоимение кто — мужского рода (нельзя сказать *Кто пришла?), в романских языках, где есть различие родов во множественном числе, о множестве объектов женского и мужского рода говорится «они» в мужском роде (ils/eux, ellos); ср. в русском языке оба о мужчине и женщине (обе только о двух женщинах). В рамках политической корректности такое явление естественного языка может трактоваться как сексизм и отвергаться: так, об абстрактном лице в английском языке по умолчанию традиционно говорится he 'он', но в наше время чаще употребляется he/she 'он/она' или даже he, she и they 'они' в свободном чередовании (the receiver's knowledge about the world... her expectations, in short 'знания получателя [сообщения] о мире, короче, её ожидания').